# Rivière-les-Fosses
Rivière-les-Fosses település Franciaországban, Haute-Marne megyében. Lakosainak száma 184 fő (2022. január 1.). Rivière-les-Fosses Boussenois, Selongey, Le Val-d’Esnoms és Le Montsaugeonnais községekkel határos.

## Népesség
A település népessége az elmúlt években az alábbi módon változott:
| Lakosok száma | 246  | 225  | 203  | 228  | 220  | 207  | 199  | 196  | 192  | 184  |
|               | 1968 | 1982 | 1990 | 2006 | 2013 | 2015 | 2017 | 2019 | 2020 | 2022 |